# Ernest Tippin
Ernest Elwood Tippin (ur. 7 kwietnia 1890 w Mankato, zm. 30 października 1958) – amerykański strzelec, olimpijczyk.
Tippin wystąpił na Letnich Igrzyskach Olimpijskich 1932 w jednej konkurencji – pistolecie szybkostrzelnym z 25 m. Uplasował się na 16. miejscu, wyprzedzając wyłącznie Bráza Magaldiego i Antônio da Silveirę.
W 1919 roku ukończył Cooper College w Sterling. W latach 1918–1930 był członkiem Student Army Training Corps na University of Chicago. Z zawodu był lekarzem, specjalizował się przede wszystkim w chirurgii oczu, nosa, uszu i gardła. Członek Amerykańskiej Akademii Oftalmologii i Otolaryngologii, a także Amerykańskiego Towarzystwa Alergologii Oftalmologicznej i Otolaryngologicznej.

## Wyniki

### Igrzyska olimpijskie
| Igrzyska         | Konkurencja                   | Wynik   | Miejsce | Źródło |
| ---------------- | ----------------------------- | ------- | ------- | ------ |
| Los Angeles 1932 | Pistolet szybkostrzelny, 25 m | 16 pkt. | 16      | [ 1 ]  |